# Justine Pelmelay
Justine Pelmelay, nacida  Anneke Wilma Pelmelay, (Leiden, 24 de septiembre de 1958), es una cantante holandesa de ascendencia indonesia, conocida por representar a los Países Bajos en el Festival de la Canción de Eurovisión 1989.

## Festival de Eurovisión
El 10 de marzo de 1989 se realizó en Ámsterdam la preselección holandesa para elegir representante para participar en el Festival de Eurovisión. Pelmelay participó con la canción "Blijf zoals je bent" (Sigue siendo como eres) obteniendo 144 puntos y ganando así el concurso contra otros doce intérpretes. Su actuación en el Festival de la Canción de Eurovisión 1989 finalizó en la 15.ª posición de un total de 22 participantes. Pelmelay volvió a intentar representar a los Países Bajos en 2005 con la canción "What you see is what you get" pero no se calificó para la final holandesa.

## Álbumes
- 1992 Christmas album Blokker BV LPBL 1001
- 1993 The wedding album Pink Records 270771
- 1995 Ramé ramé met Justine & Marlon VNC 55 1042-2 (Justine & Marlon)
- 1995 Liedjes van verlangen VNC 55 1050-2 (Justine & Marlon)
- 1995 Kerst in de gordel van smaragd VNC 55 1053-2 (con Marlon, Wieteke van Dort, Rudy van Dalm, Andres y Chris Latul)